# جائزة الاتحاد السوفيتي الحكومية

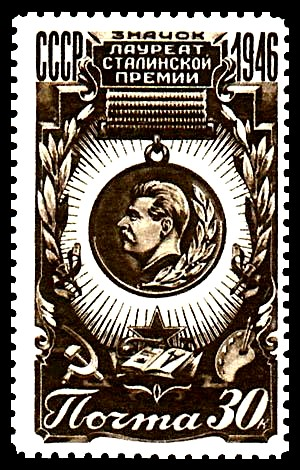
جائزة ستالينbadge on a طابع

## حائزون على جائزة ستالين الحكومية في العلوم والهندسة حسب السنوات

### 1941
- أندريه كولموغوروف, في الرياضيات.
- ابراهام أليخانوف
- نيكولاي بوردنكو
- ميخائيل جيروفيتش
- سيرجي إليوشن
- نيكولاي بوليكاربوف
- تروفيم ليسينكو
- سيرجي سوبوليف
- ايفان ماتفييفيتش فينوغرادوف
- نيكولاي سيميونوف

### 1942
- إيجور خرشاتوف
- سيرجي إليوشن

### 1943
- فلاديمير فرنادسكي
- سيرجي إليوشن
- نيكولاي بوليكاربوف

### 1946
- بافل شيرنكوف
- ليف لانداو
- سيرجي إليوشن

### 1947
- جورجي بيريف
- مانفريد فون آردن
- نيكولاي بوجوليوبوف
- ميخائيل جيروفيتش
- سيرجي إليوشن
- أرتم إيفانوفيتش ميكويان

### 1948
- أرتم إيفانوفيتش ميكويان
- ميخائيل جيروفيتش

### 1949
- ميخائيل كلاشنيكوف
- ميخائيل جيروفيتش
- ليونيد كانتروفيتش
- أرتم إيفانوفيتش ميكويان

### 1950
- سيرجي إليوشن
- مستيسلاف روستروبوفيتش

### 1951
- غوستاف هرتس

### 1952
- بافل شيرنكوف
- سيرجي إليوشن
- ليف لانداو

### 1953
- فيتالي غينزبورغ
- نيكولاي بوجوليوبوف
- مانفريد فون آردن

### 1954
- إيجور تام
- إيجور خرشاتوف
- أندريه ساخاروف

## حائزون على جائزة ستالين الحكومية في الفنون حسب السنوات

### 1941
- جالينا أولانوفا
- ليوبوف أورلوفا

### 1942
- دميتري شوستاكوفيتش

### 1943
- آرام خاتشاتوريان
- سيرغي بروكوفييف
- أليكسي نيكولايفيتش تولستوي

### 1946
- جالينا أولانوفا

### 1947
- جالينا أولانوفا

### 1950
- جالينا أولانوفا

## حائزون على جائزة الاتحاد السوفيتي الحكومية في العلوم والهندسة حسب السنوات

### 1984
- زوريس ألفيروف

### 1991
- نيكولاي باسوف